# Bugha al-Sharabi
Bugha al-Sharabi, chiamato anche Bughā al-Saghīr, ossia "il Giovane" per distinguerlo dal suo omonimo contemporaneo Bugha il Vecchio (in arabo ﺑﻐﺎ ﺍﻟﺸﺮﺍﺑﻲ‎?, ossia "Bughā il Coppiere",; ... – 868), fu un comandante militare turco dell'esercito califfale abbaside nel corso del IX secolo.
Servì sotto il Califfo al-Mutawakkil (reg. 847–861) in Azerbaigian, prendendo a cospirare però con gli altri "Turchi" che assassinarono poi al-Mutawakkil per mano del figlio. Strettamente alleato a un altro esponente turco, Wasif al-Turki, Bughā assunse il potere a corte sotto i Califfi al-Muntaṣir (reg. 861–862) e al-Musta'in (reg. 862–866), durante l'"Anarchia di Samarra". 
Cadde in disgrazia sotto al-Mu'tazz (reg. 866–869), che aveva subito la sua influenza nell'assassinio di suo padre al-Mutawakkil. Nell'868, Bughā fu imprigionato e giustiziato su ordine del Califfo.